# Thapsia usambarensis
Thapsia usambarensis é uma espécie de gastrópode da família Helicarionidae.
É endémica da Tanzânia.